# بونغاني ماهلانغو
بونغاني ماهلانغو (بالإنجليزية: Bongani Mahlangu) (مواليد 10 يوليو 1979) هو ملاكم جنوب أفريقي، مثّل بلاده في الألعاب الأولمبية الصيفية 2004.

## روابط خارجية
بونغاني ماهلانغو على موقع بوكس ريك (الإنجليزية) (registration required)
- بونغاني ماهلانغو على موقع أوليمبيديا (الإنجليزية)